# Newcastle International Sports Centre
Het Newcastle International Sports Centre is een voetbal- en rugbystadion in de stad Newcastle in het oosten van Australië. Het stadion is de thuisbasis van de Newcastle Knights in de National Rugby League en van de Newcastle United Jets in de A-League.
In 1967 werd begonnen met de bouw van het stadion en na enkele jaren bouw werd het stadion in 1970 officieel geopend door koningin Elizabeth II. Oorspronkelijk had het stadion een capaciteit van 28.000 bezoekers, maar na enkele verbouwingen is dit aantal verhoogd naar 32.000.
Voor het Aziatisch kampioenschap voetbal 2015 waren vier wedstrijden geprogrammeerd in het stadion: twee groepsduels, een halve finale en de troostfinale.

## Interlands
| №  | Datum           | Wedstrijd                                | Uitslag | Competitie              | Toeschouwers |
| -- | --------------- | ---------------------------------------- | ------- | ----------------------- | ------------ |
| 1. | 12 januari 2015 | Japan – Palestina                        | 4 – 0   | Aziatisch kampioenschap | 22.412       |
| 2. | 17 januari 2015 | Oman – Koeweit                           | 1 – 0   | Aziatisch kampioenschap | 7.495        |
| 3. | 27 januari 2015 | Australië – Verenigde Arabische Emiraten | 2 – 0   | Aziatisch kampioenschap | 21.079       |
| 4. | 30 januari 2015 | Irak – Verenigde Arabische Emiraten      | 2 – 3   | Aziatisch kampioenschap | 12.829       |